# Carl Klinke

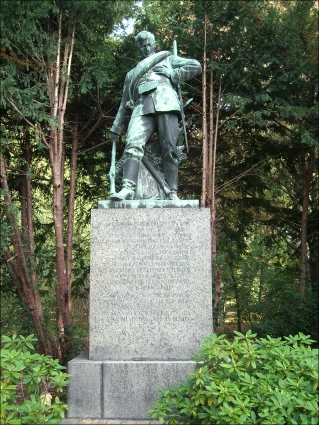
Denkmal Carl Klinke von Wilhelm Wandschneider in Berlin-Spandau

Carl Klinke (sorbisch Karlo Klinka; * 15. Juni 1840 in Bohsdorf-Vorwerk bei Spremberg, Niederlausitz; † 18. April 1864 bei Düppel) war ein preußischer Soldat (Pionier).
Während der Schlacht an den Düppeler Schanzen im Deutsch-Dänischen Krieg soll Carl Klinke, mit einem 30 Pfund schweren Pulversack beladen, gegen das dänische Bollwerk der Schanze II gelaufen sein, ein Loch in die Palisadenwand und damit sich selbst in die Luft gesprengt haben. Es wird überliefert, er habe dabei gerufen: „Ick bin Klinke. Ick öffne dit Tor.“ Im Nachhinein wurde diese Attacke als entscheidend für die Schlacht und damit den Deutsch-Dänischen Krieg hochstilisiert und Carl Klinke als Held und deutscher Winkelried über viele Jahrzehnte verehrt.

## Kindheit und Jugend
Carl Klinke wurde in Bohsdorf-Vorwerk, dem Vorwerk des kleinen sorbischen Heidedorfes Bohsdorf, als Sohn der verwitweten Marie Klinke, geb. Nagork, und eines unbekannten Vaters geboren und sechs Tage später in der Kirche von Hornow getauft. Sein Taufname war „Carl“, er wurde später jedoch oft mit „K“ geschrieben. Die Vorfahren des verstorbenen Ehemannes seiner Mutter, Mathey Klinke, lebten schon seit mehreren Generationen als Häusler in Bohsdorf. Seine Mutter heiratete im Juni 1843 Johann Mettke, der somit sein Stiefvater wurde. Die Familie lebte in ärmlichen Verhältnissen und besaß nur etwa 10 Morgen Land.
Am 13. April 1845 wurde Carl mit fast sechs Jahren eingeschult und war nach den Eintragungen in den Schulbüchern in seinen ersten Schuljahren zuweilen recht wild. Ehemalige Schulfreunde, die 1914 vor dem 50. Jahrestag der Schlacht über ihn befragt wurden, schildern ihn als anstellig, willig, fleißig und dienstbereit.
Auch wenn Carl sicher seit frühester Kindheit in der Landwirtschaft mitgearbeitet hat, reichten die wenigen Äcker nicht zur Ernährung der Familie, und so ging er nach dem Ende der Volksschule in die nahe gelegene Braunkohlegrube „Felix“ arbeiten, um zum Familienunterhalt beizutragen. Zu diesen Zeiten wurde Braunkohle in der Niederlausitz noch unter Tage und nicht wie heute nur im Tagebau gefördert. Wie alte Leute in seinem Heimatdorf zu berichten wussten, hat es Carl wohl nicht an Mut gefehlt, und er sei als Bergzimmermann bei Rettungsarbeiten mit dem Hintansetzen seines Lebens stets der Erste gewesen. Inwieweit diese Einschätzung erst nachträglich durch seinen späteren Heldenmythos geprägt wurde, ist heute nicht mehr sicher zu beurteilen.

## Heirat und Militärdienst
Als Einundzwanzigjähriger heiratete er die gleichaltrige Marie Britze (26. September 1840–6. September 1885), zweite Tochter des „Ausgedingers“ Hannes Britze (1799–1876) und der Trina geb. Schatter (1798–1879) aus Sergen (heute zu Neuhausen/Spree), nur wenige Wochen vor der Geburt ihrer Tochter Johanne Christiane am 30. November. Die Klinkes bewohnten ein kleines Holzhaus, das später von Carl Klinkes Witwe verkauft wurde, als sie fortzog, und heute durch ein märkisches Backstein-Kleinbauernhaus an gleicher Stelle ersetzt ist, an dem bis zum Ende des Zweiten Weltkriegs eine Gedenktafel hing.
Carl Klinkes Größe wurde mit fünf Fuß, sechs Zoll (also 1,73 m) angegeben. Bei der Generalstellung in Spremberg 1861 wurde er zunächst ausgemustert (womöglich wegen seiner Rolle als einziger Ernährer und werdender Vater) und als Ersatzreserve bestimmt. Der Vorsitzende suchte aber noch einen Bergmann aus den Untauglichen, sodass Klinke als Pionier ausgehoben wurde.
Am 27. Oktober 1861 wurde der „an Leib und Seele gesunde“ Carl Klinke zur 4. Kompanie des Pionierbataillons Nr. 3 von Rauch (1. Brandenburgisches) nach Torgau einberufen, durfte aber zumindest zur Taufe seiner Tochter an Weihnachten nach Hause kommen.
Am 4. Oktober 1863 kehrte Carl Klinke nach zweijähriger Dienstzeit in sein Heimatdorf zurück, musste aber am 21. Dezember wieder einrücken, da Preußen mobil machte. Sein Pionierbataillon lag inzwischen in Spandau. Zu diesem Zeitpunkt war seine Frau erneut schwanger. Als sie am 29. Juli 1864 ein Mädchen zur Welt brachte, war ihr Mann gefallen und der Held von Düppel.

## Die ersten Wochen des Krieges
Im Deutsch-Dänischen Krieg wurden die preußischen Truppen mit der Eisenbahn in die Aufmarschräume transportiert, wahrscheinlich auch Carl Klinkes Pionierbataillon Nr. 3, das nach Holstein verlegt wurde. Oberbefehlshaber der preußischen und österreichischen Truppen des Deutschen Bundes war der damals bereits achtzigjährige preußische Generalfeldmarschall Friedrich Heinrich Ernst Freiherr von Wrangel. Das 1. Armeekorps, zu dem auch Klinkes Bataillon gehörte, wurde vom General der Kavallerie Friedrich Karl Nikolaus von Preußen angeführt.
Am 1. Februar um sieben Uhr sollte das erste Korps mit dem Vormarsch auf Missunde beginnen und dort eine Bresche in die stark befestigte Verteidigungslinie, das Danewerk, brechen, um die dänischen Truppen zu umgehen und mit den aus Richtung Rendsburg auf die Befestigungsanlagen vorrückenden Österreichern in die Zange zu nehmen. Hierbei gab es zum ersten Mal eine Aufgabe für die 4. Kompanie des Pionierbataillons, denn als die 11. Brigade kämpfend bis zur Ornumer Mühle vorgedrungen war, fand sie die dortige Brücke abgebrochen vor.
Unter dem Kommando von Lieutenant Seling wurde sie innerhalb einer halben Stunde neu aufgebaut. Es ist anzunehmen, dass Carl Klinke daran beteiligt war, da einige seiner Vorgesetzten, so der Feldwebel Fischer, Sergeant Mendel und Unteroffizier Lademann, dafür Orden erhalten haben: Lieutenant Seling bekam den Roten Adlerorden IV. Klasse mit Schwertern, die übrigen das Militär-Ehrenzeichen II. Klasse.
Der Sturm auf Missunde am 2. Februar führte nicht sofort zum Erfolg, und Prinz Friedrich Karl ließ den Angriff abbrechen, um unnötiges Blutvergießen zu vermeiden. Der Durchbruch glückte dann am 6. Februar bei Arnis, wo den preußischen Truppen ein Brückenschlag über die Schlei gelang und sie so in den Rücken des Feindes gelangen konnten. Auch an diesem Brückenschlag mittels einer 800 Fuß (250 m) langen Pontonbrücke hatte das Pionierbataillon Nr. 3 von Rauch einen großen Anteil.

## Vorbereitungen zur Erstürmung der Düppeler Schanzen
Die Düppeler Schanzen (dänisch: Dybbøl Banker) sicherten den Brückenkopf am Übergang zur Insel Alsen und zu der Stadt Sonderburg. Die Halbinsel Sundewitt steigt nach Westen allmählich an, erreicht bei der Düppeler Mühle den höchsten Punkt (68 m) und fällt zum Alsensund wieder ab. Das Festungswerk bestand aus zehn Schanzen, sie begannen im Süden am Wenningbund (einem Teil der Flensburger Förde) mit Schanze I und endeten vor dem Abfall zum Alsensund mit Schanze X.

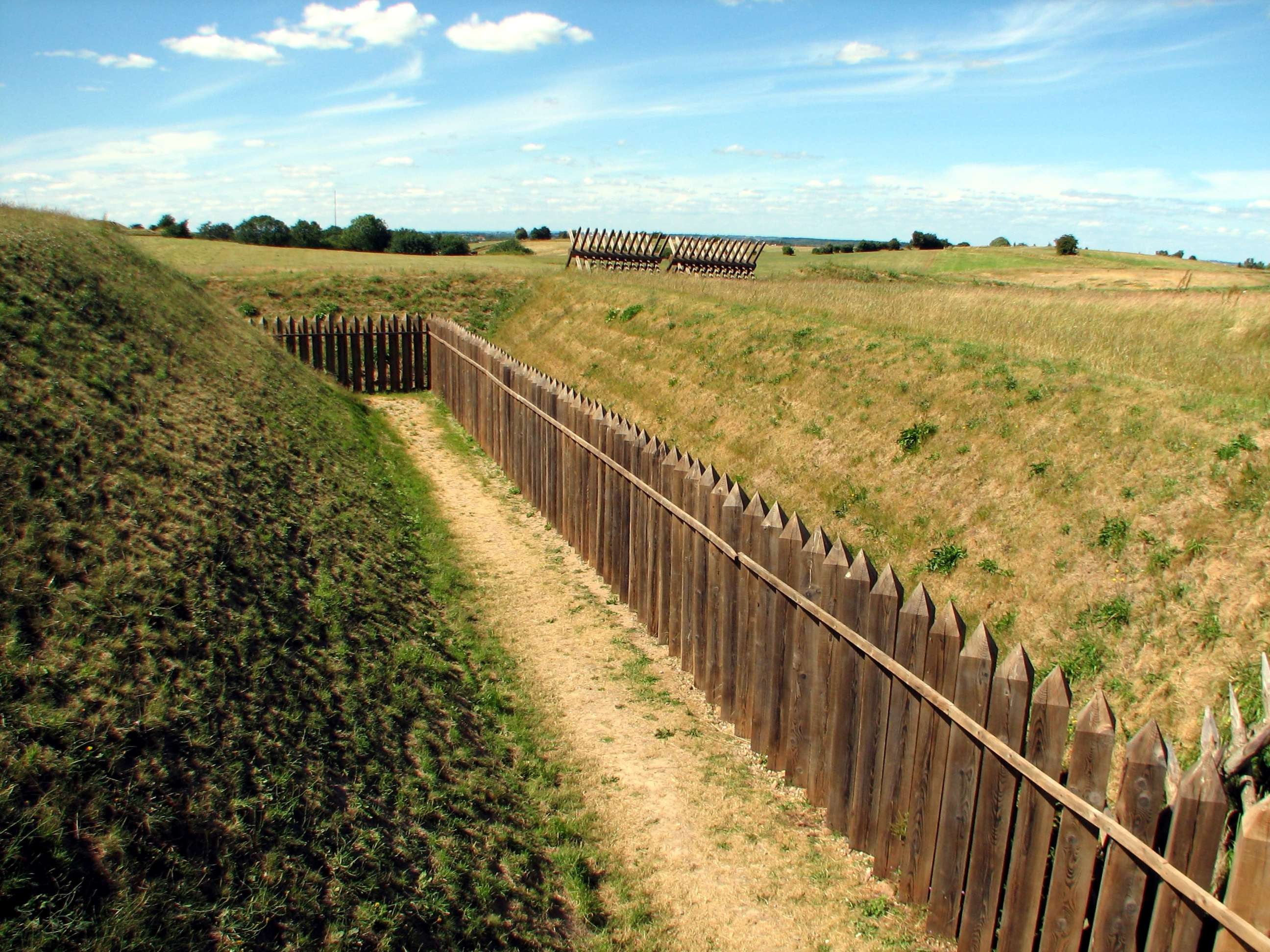
Nachbildung der Schanzenanlagen im Museum „1864“ in Dybbøl

Sieben Schanzen waren rundum räumlich geschlossen, in diesen befand sich auch mindestens ein Blockhaus. Drei kleinere waren offen. Die dänischen Soldaten hatten vor den Schanzen alle Häuser, Bodenwellen und mögliche Deckungen beseitigt und so ein übersichtliches Schussfeld geschaffen. Die Schanzen hatten „… aus Erde aufgeführte Wälle mit einer ungefähren Höhe von 20 Fuß (6,30 m), die Gräben eine Tiefe von 12 Fuß (3,80 m) und eine Breite von 20 Fuß; die Kehlen sind meist durch Palisaden geschlossen. Zwischen den einzelnen Schanzen befinden sich mehrere mit schwersten Geschützen armirte Batterien.“
In wochenlangen, meist nachts ausgeführten Schanzarbeiten, dabei meist bis zu den Knien im schlammigen Lehm stehend, hatten sich die Pioniere und Soldaten der preußischen Truppen durch das Anlegen von Laufgräben, sogenannten „Parallelen“, bis auf 200 m an die dänischen Stellungen herangearbeitet. Die Arbeiten begannen am 29. März mit dem Anlegen der ersten Parallele, daraufhin folgte in der Nacht vom 7. zum 8. April die Anlage einer weiteren, später „Halbparallele“ genannten.
Die zweite Parallele wurde in der Nacht vom 10. zum 11. April durch Hauptmann Daun mit drei Offizieren und 106 Mann der 4. Kompanie des Pionierbataillons Nr. 3 sowie 16 Offizieren und 510 Mann des 2. Bataillons des Infanterie-Regiments Nr. 24 bis sechs Uhr morgens gebaut. Es herrschte starker Nebel, was das Vorhaben sicher begünstigte, aber es gab auch Vorpostengeplänkel. Hier dürfte Carl Klinke dabei gewesen sein und seine Feuertaufe erhalten haben. Zwei dänische Kompanien gingen gegen 5 Uhr morgens von der Schanze II aus gegen die im Bau befindliche Parallele vor. An dem Feuergefecht beteiligten sich auch die zum Ausheben der Parallele eingesetzten Pioniere und Soldaten. Es gelang, die gegnerischen Truppen zurückzuschlagen, und am 13. April hatte der Graben eine Sohlenbreite von 6 m.
Auf Empfehlung des Königs war dann noch eine dritte Parallele angelegt worden, so dass die Vorbereitungsarbeiten zum Sturm in der Nacht des 15. April mit der Fertigstellung dieser dritten Parallele vollendet wurden. Nun war der rechte Flügel der Preußen noch 300 m von der Schanze II und der linke 220 m von Schanze V entfernt. Ursprünglich war der Sturm schon für den 14. vorgesehen, aber dann wurde von Prinz Friedrich Karl der 18. April 1864 für den Angriff bestimmt.

## Der Sturm auf die Schanze II
Am 18. April um vier Uhr begann das Feuer aus den 102 preußischen Geschützen. Den Dänen waren die Vorbereitungen nicht verborgen geblieben; noch in der Nacht waren ihre Truppen in die Verteidigungsstellungen eingerückt. Aber bei dem anhaltenden Trommelfeuer kehrten die Infanteriebesatzungen und die Reserven der Schanzen in ihre rückwärtigen Stellungen zurück. Nur die in den Laufgräben befindliche Infanterie und die Artilleriebesatzungen der vorderen Linie harrten an ihren Plätzen aus.
Um Punkt 10 Uhr verstummte das Artilleriefeuer, und die sechs Sturmkolonnen drängten vorwärts, erst schweigend, dann mit lautem „Hurra“, begleitet von den Klängen des Yorckschen Marsches. Die Musikkorps der Regimenter Nr. 8, 18, 35 und 60, insgesamt 300 Musiker, waren unter Leitung des Musikdirektors Gottfried Piefke in der zweiten Parallele aufgestellt worden und spielten Marschmusik zur Schlacht. Dieser Musikeinsatz zur Unterstützung der Truppen und Steigerung der Moral war damals noch eine gebräuchliche Maßnahme, wurde aber dann im Deutschen Krieg 1866 letztmals in großen Schlachten eingesetzt.
Um 10.06 Uhr waren bereits die Schanzen VI, III, V und I gestürmt, und auf deren Brustwehr wehten die schwarz-weißen Fahnen Preußens. Der Kampf um Schanze II war einer der erbittertsten des Tages. Auf dänischer Seite hatte Leutnant Ancker (bei Fontane steht: „Anker“), der von vielen als heldenmütiger Verteidiger geschildert wurde, seine Infanteristen heranziehen können, und seine Geschütze feuerten ständig. So ging auf die Angreifer, die in Schützenlinie in schnellem Lauf die 400 m bis zur Schanze zurücklegten, ein verheerendes Kartätschen- und Gewehrfeuer nieder.
Dem preußischen Hauptmann von Spies und seinen Soldaten gelang es, an der rechten Seite der Schanze II einzudringen und durch sie hindurch in Richtung auf die zweite Linie zu rennen. Beim ersten Ansturm warfen die Dänen ihre Waffen weg und baten um Pardon, nahmen sie aber kurz danach wieder auf. Gemeinsam mit der vom Durchlauf unberührt gebliebenen Besatzung feuerten sie auf die anrückenden Pionier- und Sturmkompanien. Hierzu auch gehörte die 4. Kompanie des Pionierbataillons 3 unter Hauptmann Daun und somit Carl Klinke, der im Zug des Seconde-Lieutenants Diener eingesetzt war.
Unter dem Schutz des eigenen Feuers stieg Diener mit einigen Pionieren in den Graben, ließ einen Pulversack an die intakte Palisadenwand legen und eine Öffnung sprengen. Bei dieser Aktion erlitt der Pionier Klinke schwere Verbrennungen und wurde zudem von einem Schuss getroffen. Pioniere verbreiterten die Öffnung, und die Sturmtruppen drängten hindurch, so dass zehn Minuten nach Beginn des Sturms auch die Schanze II genommen war. Die Verluste der Pioniere waren hier fünf Tote, drei Schwerverwundete (von denen einer am nächsten Tag starb) und zwei Leichtverwundete.

## Eine Heldenlegende entsteht
Wann genau die Legende vom Opfertod des Pioniers Klinke entstand, ist heute nicht mehr festzustellen. Auf jeden Fall hat Theodor Fontane mit seinem Gedicht „Der Tag von Düppel“, geschrieben am 5. Mai 1864, publiziert 1866, einen sehr großen Anteil an dem Bild, das die nächsten 80 Jahre in der Öffentlichkeit und in den Schulbüchern von der Schlacht um die Düppeler Schanzen gezeichnet wurde. Dabei ist hinsichtlich der Figur Klinke „die historische Unrichtigkeit längst erwiesen“.
Fontane, der als „Kriegsberichterstatter“ im Mai und September am Ort der Düppeler Schlacht war, beschreibt dann in seinem Buch Der Schleswig-Holsteinsche Krieg im Jahre 1864, das zuerst 1866 im Verlag der Königlichen Geheimen Ober-Hofbuchdruckerei [R. v. Decker] erschien, die Geschehnisse allerdings nicht so glorifizierend:

„Als jetzt die Arbeiter-Compagnie und die beiden Sturm-Compagnieen heran waren, fanden sie die Brustwehr aufs Neu vom Feinde besetzt, der die Anstürmenden mit raschen Salven empfing. Die Vordersten der Unsrigen warfen sich nieder und eröffneten ein Schnellfeuer auf die Vertheidiger der Schanze. Unter dem Schutze dieses Feuers stieg der Ingenieurlieutenant Diener mit einigen Pionieren in den Graben hinab, ließ einen Pulversack an die Pallisadenwand legen, welche das Vordringen hinderte, und eine Oeffnung in dieselbe sprengen. Den Pionier Klinke, welcher den Pulversack anlegte, verbrannte die Explosion in solcher Weise, dass er einige Zeit nach der That, bei der gesprengten Lücke liegend, seinen Geist aufgab.“

Im weiteren Verlauf des Textes, als Fontane über die Gefangennahme des Leutnant Ancker schreibt, ist plötzlich von einem „Opfertod“ Klinkes die Rede und eine Seite weiter schreibt Fontane:
„Wie über die Gefangennehmung Ankers, so gehen über den Opfertod Klinkes die Ansichten auseinander. 'Beim Anlauf gegen die Schanze, so sagt ein längerer Bericht, war ein dichtes Aufschließen der Pioniere, wie es der Seconde-Lieutenant Diener seinen Mannschaften anempfohlen hatte, nicht zu ermöglichen, da ein Theil der Leute, welche mit den zur Beseitigung der Hindernißmittel erforderlichen Geräthschaften belastet waren, mit den übrigen nicht gleichen Schritt halten konnten und außerdem viele der Vordersten gleich zu Anfang außer Gefecht gesetzt wurden. So kam es, dass der Lieutenant Diener in dem Momente, wo er an dem Grabenrande ankam, nur den Unterofficier Lademann, den Gefreiten Siedschlag mit einer Axt, den Pionier Kitto mit einem Pulversack und den Pionier Klinke mit der Lunte zur sofortigen Verfügung hatte. Da der Lieutenant Diener die Grabenpallisadirung fast noch ganz unversehrt vorfand und ihre Beseitigung durch die Axt nicht so schnell ins Werk gesetzt werden konnte, als es der Augenblick erforderte, so beschloss er in Ermangelung anderer Mittel sofort eine Sprengung mit Pulver zur Anwendung zu bringen. Pionier Kitto, auf Befehl des Officiers, setzte den Pulversack dicht am Grabenrande nieder, umfasste denselben mit beiden Händen und warf ihn, sobald die Zündung des Granatzünders durch die Lunte des Klinke bewerkstelligt worden, an den Fuß der dicht an der Contre-Escarpe stehenden Pallisadirung in den Graben. Bevor jedoch die hierbei Beschäftigten Zeit hatten, der ihnen gegebenen Anweisung entsprechend, sich platt auf den Boden hinzulegen, erfolgte bereits die Explosion, durch welche 4 Palisaden nach der Schanze zu umgebogen, der Pionier Klinke links und Lieutenant Diener rechts in den Graben geschleudert wurden. Letzterer, mit verbrannter Hand, sonst unversehrt, erstieg sofort durch die entstandene Oeffnung, welche durch die inzwischen herbeigekommenen übrigen Mannschaften ohne Schwierigkeit erweitert wurde, die Brustwehr. Nachdem die Schanze genommen, kehrte der Lieutenant Diener zur Contre-Escarpe zurück und fand dort den Pionier Klinke, stark im Gesicht verbrannt und mit einer Schußwunde durch Arm und Brust, noch am Leben vor. Derselbe hatte diese Verwundung beim Herausklettern aus dem Graben erhalten, wie er dem Lieutenant selbst sagte. Er verstarb demnächst auf dem Transport nach dem Lazareth.“ Soweit Theodor Fontane.

## Offizielle Berichte
Im Bericht „Der Deutsch-Dänische Krieg 1864“ im Jahre 1887 vom Großen Generalstab Berlin herausgegeben, heißt es über den Kampf um Schanze II: „Unter dem Schutze des Feuers der Füsiliere sprengten Pioniere eine Lücke in die Palisaden. Durch diese drang Premier-Lieutenant Saß-Jaworski mit einem Zuge der Schützen-Compagnie in den südlichen Teil des Werkes ein.“ Im ersten Satz des Berichtes des Generalstabes steht das Sternchen für eine Fußnote, in der es dann heißt: „Unterofficier Lademann von den Pionieren entzündete den Granatzünder des 30 Pfund schweren Pulversackes. Pionier Kitto warf letzteren vom Glacis aus gegen den Fuß der Palisaden. Durch die sofort erfolgte Sprengung wurden zwei Palisaden umgeworfen. Pionier Klinke, welcher sich schon an der Palisadenwand befand, wurde hierbei stark verbrannt und dann beim Herausklettern aus dem Graben von einer Kugel tödlich getroffen.“ Die seit den Tagen des Schanzensturms viel gerühmte Tat gerinnt hier zu einer Fußnote.
In der „Geschichte des Brandenburgischen Pionierbataillons Nr. 3“ aus dem Jahre 1888 bleibt es bei Klinke, aber die Schilderung lässt eher an ein Missgeschick denken: „Den Pionier Klinke, welcher den Pulversack in Ermangelung der beim raschen Laufen verloren gegangenen Zündschnur mit einem Streichholz zündete, verbrannte die Explosion in solcher Weise, dass er kurze Zeit nachher, überdies auch noch durch eine Kugel in die Brust getroffen, bei der gesprengten Lücke liegend sein Leben aushauchte.“
Die offiziellen Darstellungen wissen also nichts von einem Opfertod des Carl Klinke. Auch in der offiziellen Verlustliste der Preußischen Armee findet sich lediglich der profane Vermerk „getödtet, Schuß ins linke Schulterblatt“. Nur im Fontane-Gedicht und in den zahllosen später erschienenen Zeitungsartikeln opfert er sich auf, so den Sturm seiner Kameraden ermöglichend.

## Wilhelm Kitto, der „unbekannte Held“
Der Pionier Wilhelm Kitto (aus Cantdorf bei Spremberg) berichtete dem ehemaligen Pfarrer Johannes Mörbe aus Spremberg: „Ich war mit dem Pionier Klinke aus Hornow bei Spremberg zusammen, er gehörte zur 4. Kompanie des 3. Brandenburgischen Pionierbataillons, wir hatten jeder einen Hebebaum, um die Palisaden zu durchbrechen. Der Leutnant Diener sagte: ’Wer freiwillig mitkommen will, mit dem Pulversack, um die Palisaden zu sprengen, der trete hervor!’ Ich trat hervor und sprach: ‚Herr Leutnant, ich gehe mit!’ Ich nahm den Pulversack, worin etwa 30 bis 35 Pulver befindlich waren, und folgte dem Leutnant Diener, dem Unteroffizier Lademann und dem Sergeanten Klucko. Ungefähr 18 bis 19 Schritte vor den Palisaden der Schanze II angekommen, setzte ich den Pulversack auf die Erde. Jetzt galt’s mit Gott für König und Vaterland siegen oder sterben. Da die Lunte nichts taugte, so wurde der Pulversack von dem Unteroffizier Lademann mit seiner brennenden Zigarre angebrannt, schnell griff ich den Sack, stürmte damit auf die Palisaden der Schanze II und warf den Sack hinein, welcher sogleich explodierte; mir geschah, da ich ruhig stehen geblieben war, kein Schaden weiter, als dass mir die Entzündung der Masse Pulvers meine Montierung verbrannte …“
Klinke wird hier nur am Rande erwähnt, und wenn auch die Darstellung Kittos zur Freiwilligenauswahl bei der Geschwindigkeit, in der sich der Schanzensturm abspielte, sehr zweifelhaft erscheint, so stimmt doch die restliche Schilderung mit den offiziellen Darstellungen überein und verstärkt die Wahrscheinlichkeit eines Unfalls durch das Entzünden des Pulversacks ohne zeitverzögernde Lunte in erheblichem Maße.

## Theodor Fontanes Rolle bei der „Heldenbildung“
Es ist gut möglich, dass Fontane dem Wortspiel mit dem Namen Klinke nicht widerstehen konnte und mit seiner Verszeile: „Da springt von achtern einer vor: Ich heiße Klinke, ich öffne das Tor!“ den Helden Klinke schuf. Später war Fontane von seinen patriotischen Versen nicht mehr begeistert, und auch aus heutiger Sicht zählt „Der Tag von Düppel“ nicht zu den besten Werken des Dichters. In seinem schon erwähnten Buch hat er zwei Jahre später die Ereignisse sehr viel nüchterner und durchaus nicht ohne Zweifel geschildert, jedoch hatte sich seine einprägsame Schilderung in Versform zu diesem Zeitpunkt schon lange verbreitet.
Mit Klinke gab es zum ersten Mal einen Helden aus dem Volke, zuvor waren immer die Kaiser, Könige und Heerführer die Helden der Schlachten gewesen. Mit Klinke, dem einfachen Pionier, Bergzimmermann aus der Lausitz, Häusler aus ärmlichen Verhältnissen, war eine Identifikation möglich, weshalb er auch bewundert wurde. Die Geschichte war beliebt und wurde in verschiedenen Versionen erzählt.
Es bleiben eine Reihe von Fragen: Warum kommen seriöse militärische Quellen zu unterschiedlichen Darstellungen? Warum ist in fast allen bekannten Zeitungsartikeln Klinke derjenige, der den Pulversack warf; so auch noch 50 Jahre später? Warum haben Kitto und vor allem Lademann, der bis zum General aufstieg und sich durchaus Gehör verschaffen konnte, nicht gegen den Bericht in ihrer eigenen Bataillonsgeschichte protestiert? Lademann, Kitto und Klinke sind gemeinsam unmittelbar vor der Palisade, Klinke fällt und wird zum Helden, obwohl in den militärischen Berichten etwas anderes vermerkt ist.
Ein Held Carl Klinke passte jedoch in die Zeit der Einigungskriege, und eine Opfergeschichte sah die Militärführung ebenfalls gerne. Im Fall Klinke urteilt König Wilhelm dann: „Dem Volk darf man seine Helden nicht rauben!“ Ein salomonisches Wort spricht Fontane im „Schleswig-Holsteinschen Krieg“ (S. 204): „Welche Lesart aber auch immer die richtige sein mag, das Volk wird sich seinen ‚Klinke’ ebenso wenig nehmen lassen wie seinen ‚Froben.’ Mit der historischen Aufhellung – die ohnehin höchst misslich ist und oft noch mehr vorbeischießt als die Dichtung – ist dem Bedürfniß des Volkes nicht immer am meisten gedient.“
Im „Stechlin“ lässt Fontane Schulze Kluckhuhn gegenüber der Gräfin noch mehr zum Thema „Held“ philosophieren: „Ja, die Verluste waren groß, das ist richtig. Aber Verluste, Frau Gräfin, das ist eigentlich gar nichts. Natürlich, wen es trifft, für den ist es was. Aber ich meine jetzt das, was man so das Moralische nennt; darauf kommt es an, nicht auf die Verluste, nicht auf viel oder wenig. Wenn einer eine Böschung raufklettert und nu steht er oben und schleicht sich ran, immer mit ’nem Pulversack und ’nem Zünder in der Hand, und nu legt er an, und nu fliegt alles in die Luft und er mit. Und nu ist die Festung oder die Schanze offen. Ja, Frau Gräfin, das ist was. Und das hat unser Pionier Klinke getan. Der war moralisch. Ich weiß nicht, ob Frau Gräfin mal von ihm gehört hat, aber dafür leb und sterb ich; immer bloß das Kleine, da zeigt sich’s, was einer kann. Wenn ein Bataillon ran muß, und ich stecke mitten drin, ja, was will ich da machen? Ich muß mit. Und baff, da lieg ich. Und nu bin ich ein Held. Aber eigentlich bin ich keiner. Es ist alles bloß ‚Muß‘, und solche Mußhelden gibt es viele. Das is, was ich die großen Kriege nenne. Klinke mit seinem Pulversack, ja, der war bloß was Kleines, aber er war doch groß.“

## Die Denkmäler

Klinkes Grab auf dem Friedhof Broacker
Gedenkstein des Pionierbataillon von Rauch für Carl Klinke und seine Kameraden
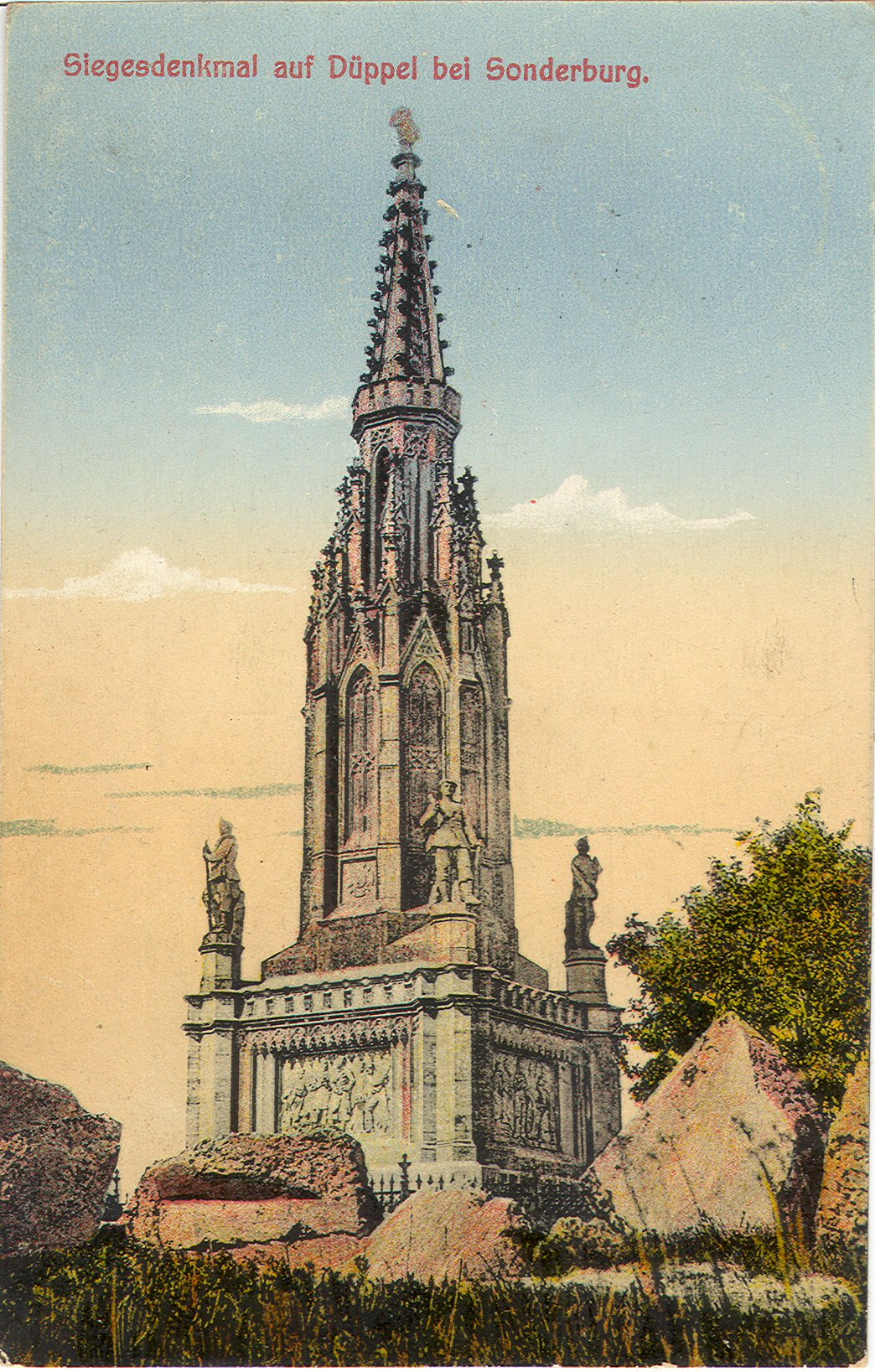
Das 1945 gesprengte Düppel-Denkmal auf Schanze II
Kopf des Pioniers vom „Düppel-Denkmal“ auf Schanze IV – ausgestellt in der Düppeler Mühle
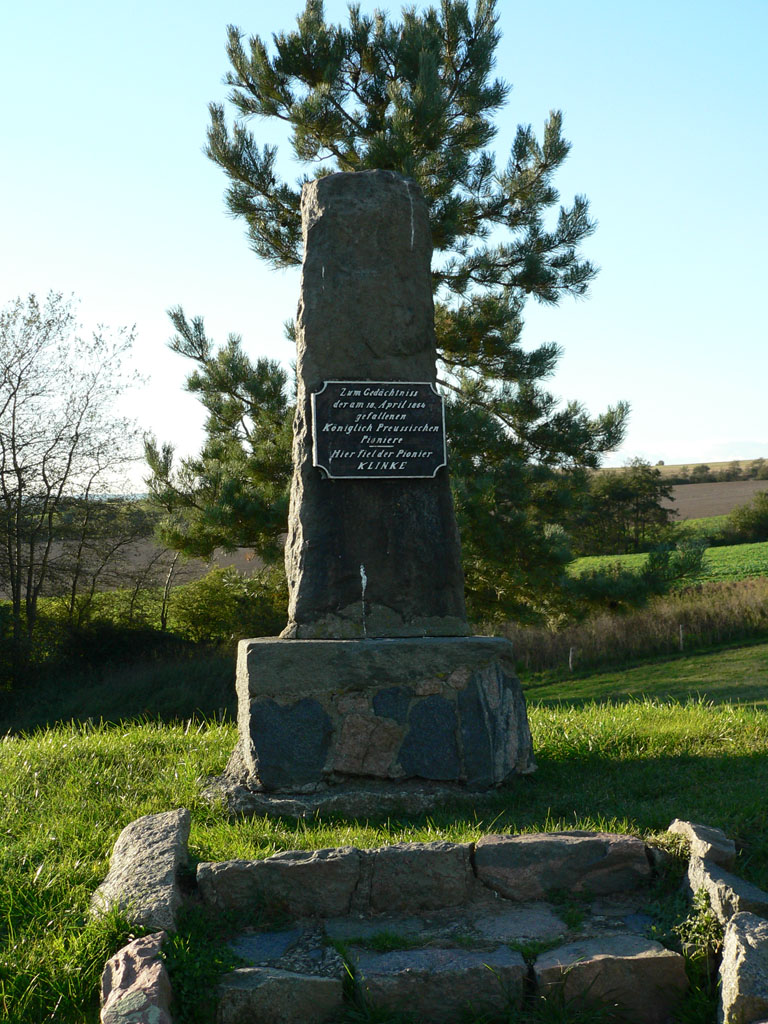
Der erneuerte Klinke-Gedenkstein auf Schanze II

Sechs Denkmäler sind Klinke errichtet worden, nachdem er zum Helden erklärt worden war. Das am besten erhaltene steht in seiner ehemaligen Garnisonsstadt Berlin-Spandau (Abbildung zu Beginn des Artikels). Von Prof. Wilhelm Wandschneider, einem Schüler Reinhold Begas’ und Fritz Schapers, im Jahre 1908 geschaffen, stellt es Klinke im Augenblick der tödlichen Verwundung dar. Wandschneider soll die Gesichtszüge nach Klinkes Tochter, einer Frau Kuller aus Döbern, gestaltet haben, da sie ihrem Vater sehr ähnlich gesehen haben soll und es kein Bild ihres Vaters gab.
Das Düppel-Denkmal auf dem höchsten Punkt des Geländes neben der Mühle, wo früher die Schanze IV war, wurde im Frühjahr 1945 von Unbekannten gesprengt. Es zeigte gotische Spitztürme (Entwurf des Berliner Architekten Heinrich Strack), vier Standbilder und großformatige Reliefs am Sockel. Die Figur des Pionierstandbildes sollte Carl Klinke darstellen. Der Kopf der Figur und ein Relief vom Sockel sollen die einzig erhaltenen Teile des Denkmals sein. Auf dem Foto ist links neben dem Kopf eine kleine Zeichnung zu erkennen, die das ganze Standbild zeigt. Diese Exponate sind im Museum der Düppeler Mühle zu besichtigen, welches auch noch eine Reihe Ausstellungsstücke aus der Zeit des Deutsch-Dänischen Krieges zeigt.
Auf dem Friedhof von Broacker wurde Carl Klinke in einem Gemeinschaftsgrab mit acht seiner Kameraden bestattet, was darauf hindeutet, dass man ihm bei seinem Tod noch keine besondere Bedeutung zusprach. Die Grabstelle ziert ein schlichtes gusseisernes Grabkreuz, es sind Vor- und Nachname aller Gefallenen verzeichnet, Klinkes Vorname wurde richtig mit „C“ geschrieben. Neben dem Grabkreuz, nur durch einen kräftigen Baum vom Grab getrennt, steht ein großer Granitstein mit herausgearbeiteter Inschrift, der an den „Pionier Karl (!) Klinke“ und seine mit ihm gefallenen Kameraden erinnern soll. Gewidmet wurde er ihnen „… vom Pionierbataillon von Rauch 1. Brandenburgischen No. 3.“
Die Tatsache, dass er dort begraben liegt, spricht dafür, dass er erst auf dem Transport vom Schlachtfeld oder im Lazarett gestorben ist, andernfalls wäre er an der Schanze II begraben worden, wie dies in anderen Fällen geschehen ist. Nahe dem Gedenkstein für Klinke auf Schanze II zeigt zum Beispiel ein Findling an, dass hier Leutnant Caschiold begraben liegt. Die Inschrift lautet „Zum Gedächtnis der am 18. April 1864 gefallenen Königlich Preussischen Pioniere – Hier fiel der Pionier Klinke.“ Nach dem Zweiten Weltkrieg ist die Tafel aus dem Beton gerissen und in zwei Teile zerschlagen worden. Der 2008 verstorbene ehemalige Vorsitzende des Bundes Deutscher Nordschleswiger, Gerhard Schmidt, fand die zerstörte Tafel seinerzeit und versteckte sie auf dem elterlichen Dachboden. Das Original befindet sich heute im „Haus für Geschichte und Kultur Nordschleswig“ (heute Deutsches Museum Nordschleswig) in Sønderborg.
In Bohsdorf-Vorwerk wurde zum 50. Jahrestag der Schlacht von Düppel im Jahre 1914 ein eindrucksvolles Denkmal eingeweiht, das aber in den 1950er Jahren im Zuge des Neubaus und der Verbreiterung der Straße abgerissen wurde. Es befand sich genau an der Ecke, an der die Straße nach rechts in Richtung Hornow abzweigt, etwa 50 Meter vor dem Haus, das an der Stelle von Klinkes Geburtshaus errichtet wurde. Heute gibt es an der Stelle keinen markanten Punkt, nur den Straßenrand und die Straße selbst.
Am Giebel des Hauses, welches an der Stelle des abgerissenen Geburtshauses steht, wurde eine weiße Marmortafel angebracht mit der Inschrift: „Hier wurde am 15. Juni 1840 der Pionier Carl Klinke geboren. Er starb den Heldentod vor Düppel den 18. April 1864.“ In den oberen Ecken sind typische Pionier-Ausrüstungsgegenstände zu sehen: Links gekreuzt Axt und Spaten, rechts Sägeseitengewehr und Pickel. Unter dem Text: Pickelhaube, gekreuzte Minenwerfer und Petarden. Der Rittergutsbesitzer von Bohsdorf, R. Heinze, hatte die Tafel bei dem Bildhauer Barheine in Berlin in Auftrag gegeben. Im Gegensatz zum Denkmal gegenüber hat sie die DDR-Zeit überstanden: Sie wurde auf einem Dachboden aufbewahrt und in den 1990er Jahren wieder angebracht.
In der ausgezeichnet restaurierten Taufkirche Carl Klinkes in Hornow befindet sich links neben dem Altar eine Gedenktafel mit dem Text:
Da die Kirche schon in den 1950er Jahren verfallen war und später baupolizeilich gesperrt wurde, hat sich augenscheinlich niemand um die Gedenktafel gekümmert, die zudem sehr solide und gut verankert ist. Mitte der 1980er Jahre haben die Mitglieder der Hornower Kirchengemeinde mit eigenen, bescheidenen Mitteln begonnen, die Kirche zu sichern und wiederherzustellen. Nach der Wende wurde die Kirche, auch die Gedenktafel für Carl Klinke (auf der er wieder einmal mit „K“ im Vornamen geschrieben wurde), wieder hergerichtet.

## Gesamtdarstellung
Die Konstruktion des Klinke-Mythos zeichnet detailliert Werner Baders Buch Pionier Klinke – Tat und Legende (1992) nach.